# Gardner Dozois
Gardner Raymond Dozois (Salem, 23 luglio 1947 – Filadelfia, 27 maggio 2018) è stato uno scrittore e curatore editoriale statunitense di fantascienza.
È stato curatore e fondatore delle antologie della serie The Year's Best Science Fiction (1984–2018) ed è stato curatore della rivista Asimov's Science Fiction (1984–2004), ottenendo numerosi premi Hugo e Locus per queste opere quasi ogni anno. Ha anche vinto il Premio Nebula per il miglior racconto due volte. È stato inserito nella Science Fiction Hall of Fame il 25 giugno 2011.

## Biografia
Dozois è nato nel 1947 a Salem, nel Massachusetts, dove si diplomò alla scuola superiore con la classe del 1965. Dal 1966 al 1969 prestò servizio nell'esercito come giornalista, dopo di che si trasferì a New York per lavorare come curatore editoriale nel campo della fantascienza. Una delle sue storie era stata pubblicata da Frederik Pohl nel numero di settembre 1966 della rivista If, ma i suoi successivi quattro apparvero nel 1970, tre nella serie antologica Orbit di Damon Knight.
Dozois dichiarò di essersi rivolto alla lettura della narrativa in parte come una fuga dal provincialismo della sua città natale.
Rimase gravemente ferito in un incidente di taxi dopo essere tornato da una partita dei Philadelphia Phillies nel 2004 (provocando la sua assenza dalla Worldcon per la prima volta dopo molti anni), ma guarì completamente. Il 6 luglio 2007 Dozois subì un intervento chirurgico per un'operazione pianificata di quintuplo bypass. Una settimana dopo ebbe complicazioni che richiesero un ulteriore intervento chirurgico per impiantare un defibrillatore.
Dozois è morto il 27 maggio 2018, a causa di un'infezione sistemica, in un ospedale di Filadelfia all'età di 70 anni.

### Carriera di scrittore
Come autore, Dozois ha prodotto principalmente narrativa breve. Vinse il Premio Nebula per il miglior racconto breve due volte: una volta per The Peacemaker nel 1983, e di nuovo per Morning Child nel 1984. La sua narrativa breve è stata raccolta in The Visible Man (1977), Geodesic Dreams (considerata una delle migliori raccolte), Slow Dancing through Time (1990, collaborazioni), Strange Days (2001, un'altra delle migliori raccolte), Morning Child e altri Stories (2004) e When the Great Days Come (2011).
Come romanziere, l'opera di Dozois è stata significativamente più ristretta. È stato autore di un romanzo da solista, Strangers (1978), nonché di una collaborazione con George Alec Effinger, Nightmare Blue (1977) e una collaborazione con George RR Martin e Daniel Abraham per Fuga impossibile (2008).
Dopo essere diventato curatore della rivista di Asimov, la produzione narrativa di Dozois si ridusse. Il suo romanzo breve del 2006 Counterfactual ha vinto il Premio Sidewise per il miglior racconto di storia alternativa. Dozois ha anche scritto brevi recensioni di narrativa per Locus.
Michael Swanwick, uno dei suoi coautori, ha completato una lunga intervista con Dozois su ogni pezzo pubblicato della sua narrativa. Being Gardner Dozois: An Interview di Michael Swanwick, pubblicato da Old Earth Books nel 2001, ha vinto il Premio Locus per la saggistica ed è stato finalista per il Premio Hugo come miglior libro sull'argomento.

### Carriera editoriale
Dozois era conosciuto principalmente come curatore, vincendo il Premio Hugo Award al migliore curatore professionista per 15 volte nel corso di 17 anni dal 1988 fino al suo ritiro da Asimov's nel 2004. George RR Martin lo ha descritto come il curatore più importante e influente nella fantascienza dopo John W. Campbell. Oltre al suo lavoro con Asimov's (di cui è stato il primo direttore associato nel 1976), ha anche lavorato negli anni settanta con riviste come Galaxy Science Fiction, If, Worlds of Fantasy e Worlds of Tomorrow.
Dozois era anche un prolifico antologista di narrativa breve. Dopo essersi dimesso dalla direzione di Asimov's, rimase il curatore della serie di antologie The Year's Best Science Fiction, pubblicate ogni anno dal 1984. Nel corso di tre decenni i lettori di Locus l'hanno votata la migliore antologia dell'anno per quasi venti volte e come seconda classificata per quasi dieci volte. Assieme a Jack Dann ha inoltre curato una lunga serie di antologie a tema, ognuna con un titolo autoesplicativo come Cats, Dinosaurs, Seaserpents o Hackers.
I racconti selezionati da Gardner Dozois per i volumi annuali del meglio dell'anno hanno vinto, a dicembre 2015, 44 premi Hugo, 41 Nebula, 32 Locus, 10 World Fantasy e 18 premi Sturgeon. Ciò comprende anche la serie di Dutton (composta unicamente da volumi di Dozois).
Dozois espresse costantemente un particolare interesse per la fantascienza avventurosa e per la space opera, che definì complessivamente come "il nucleo centrale della fantascienza" ("center-core SF").

## Opere

### Narrativa

#### Romanzi
- Nightmare Blue, 1975, ISBN 978-0-425-02819-3. (con George Alec Effinger)
- Strangers, 1978, ISBN 978-0-399-12095-4.
- Fuga impossibile (Hunter's Run, 2008, ISBN 978-0-06-137329-9). (con George RR Martin e Daniel Abraham),  traduzione di Rosangela Bonsignorio, Gli Aceri 30, Fanucci Editore, 2008.
- City Under the Stars, 2020, ISBN 978-1250756589. (con Michael Swanwick)

#### Antologie
- The Visible Man, 1977, ISBN 978-0-425-03595-5.
- Slow Dancing Through Time, 1990, ISBN 978-0942681031.
- Geodesic Dreams, 1992, ISBN 978-0-312-08197-3.
- Strange Days: Fabulous Journeys with Gardner Dozois, 2001, ISBN 978-1-886778-26-9.
- Morning Child and Other Stories, 2004, ISBN 978-0-7434-9318-5.
- When the Great Days Come, 2011, ISBN 978-1-60701-278-8.

#### Racconti
- A Special Kind of Morning, 1971.
- Chains of the Sea, 1971.
- Machines of Loving Grace, 1972.
- A Traveler in an Antique Land, 1983.
- The Peacemaker, 1983. (vincitore del Premio Nebula)
- Figlio del mattino (Morning Child, 1984). (vincitore del Premio Nebula), traduzione di Marina Nunzi, in Storie del Pianeta azzurro, Grandi Opere Nord 13, Editrice Nord, 1987.
- A Knight of Ghosts and Shadows, 1999.
- The Hanging Curve, in The Magazine of Fantasy and Science Fiction, aprile 2002.
- Quando arrivò il grande giorno (When the Great Days Came, in The Magazine of Fantasy and Science Fiction, dicembre 2005), traduzione di Piero Anselmi, ne L'altra faccia della realtà, Millemondi 48, Arnoldo Mondadori Editore, 2005.
- Shadow Twin, 2005. (con George RR Martin e Daniel Abraham)
- Counterfactual, in The Magazine of Fantasy and Science Fiction, giugno 2006.
- Neanderthals, in The Magazine of Fantasy and Science Fiction, gennaio / febbraio 2018.

### Saggistica
- The Fiction of James Tiptree, Jr., 1977, ISBN 978-0-916186-04-3.
- Writing Science Fiction & Fantasy, 1993, ISBN 978-0-312-08926-9. (curato assieme a Stanley Schmidt e Sheila Williams)

## Antologie selezionate a cura di Gardner Dozois
- A Day in the Life, 1972, ISBN 978-0-06-011076-5.
- Future Power, 1976, ASIN B000H75MWC) (curato assieme a Jack Dann)
- Another World: Adventures in Otherness, 1977, ISBN 978-0-695-40695-0.
- Ripper, 1988, ISBN 978-0-8125-1700-2. (curato assieme a Susan Casper)
- Modern Classics of Science Fiction, 1992, ISBN 978-0-312-07238-4.
- Future Earths: Under African Skies, 1993, ISBN 978-0-88677-544-5. (curato assieme a Mike Resnick)
- Future Earths: Under South American Skies, 1993, ISBN 978-0-88677-581-0. (curato assieme a Mike Resnick)
- Modern Classic Short Novels of Science Fiction, 1994, ISBN 978-0-312-10504-4.
- Mammoth Book of Contemporary SF Masters, 1994, ISBN 978-1-85487-297-5.
- Killing Me Softly, 1995, ASIN B000OEN80G.
- Dying for It, 1997, ASIN B000H40WZC.
- Modern Classics of Fantasy, 1997, ISBN 978-0-312-16931-2.
- Roads Not Taken: Tales of Alternate History, 1998, ISBN 978-0-345-42194-4. (curato assieme a Stanley Schmidt)
- The Good Old Stuff: Adventure SF in the Grand Tradition, 1998, ISBN 978-0-312-19275-4.
- The Good New Stuff: Adventure SF in the Grand Tradition, 1999, ISBN 978-0-312-19890-9.
- Explorers: SF Adventures to Far Horizons, 2000, ISBN 978-0-312-25462-9.
- The Furthest Horizon: SF Adventures to the Far Future, 2000, ISBN 978-0-312-26326-3.
- Worldmakers: SF Adventures in Terraforming, 2001, ISBN 978-0-312-27570-9.
- Supermen: Tales of the Posthuman Future, 2002, ISBN 978-0-312-27569-3.
- Galileo's Children: Tales of Science vs. Superstition, 2005, ISBN 978-1-59102-315-9.
- One Million A.D., 2005, ISBN 0-7394-6273-3.
- Nebula Awards Showcase 2006, 2006, ISBN 978-0-451-46064-6.
- Escape From Earth: New Adventures in Space, 2006, ISBN 1-58288-225-8. (curato assieme a Jack Dann)
- Wizards: Magical Tales from the Masters of Modern Fantasy, 2007, ISBN 978-0-425-21518-0. (curato assieme a Jack Dann)
- The New Space Opera, 2007, ISBN 978-0-06-084675-6. (curato assieme a Jonathan Strahan)
- Galactic Empires, 2007.
- The New Space Opera 2, 2009, ISBN 978-0-06-156235-8. (curato assieme a Jonathan Strahan)
- The Book of Swords, 2017.
- The Book of Magic, 2018.

### Antologie tra generi diverse, curate da Dozois e George RR Martin
- Songs of the Dying Earth, Subterranean Press, 2009. Un'antologia omaggio alla serie seminale del Ciclo della Terra morente di Jack Vance.
- Warriors, 2010. Un'antologia tra generi che racconta storie di guerre e guerrieri; Premio Locus.
- Songs of Love and Death, 2010. Un'antologia tra generi che racconta storie d'amore in ambientazioni fantasy e di fantascienza.
- Down These Strange Streets, un'antologia tra generi che racconta storie di investigatori privati in ambientazioni fantasy e di fantascienza[10] (novembre 2011)
- Old Mars, un'antologia che presenta nuove storie su Marte in vena retro-SF (curato assieme a George RR Martin) (2013); Locus Award[11]
- Dangerous Women, un'antologia tra generi che racconta storie di donne guerriere (2013)[12]
- Rogues, un'antologia tra generi che racconta storie di ladri assortiti (2014)
- Old Venus, un'antologia che presenta nuove storie su Venere del filone retrofuturista (2015)[13]

### Serie tematiche di antologie a cura di Dozois e Dann
Intitolate formalmente Magic Tales Anthology Series fino al 1995; per lo più pubblicate da Ace.
- Aliens!, aprile 1980, Pocket Books, ISBN 0-671-83155-0.
- Unicorns!, maggio 1982, ISBN 978-0-441-85441-7.
- Magicats!, giugno 1984, ISBN 978-0-441-51532-5.
- Bestiary!, ottobre 1985, ISBN 978-0-441-05508-1.
- Mermaids!, gennaio 1986, ISBN 978-0-441-52567-6.
- Sorcerers!, ottobre 1986, ISBN 978-0-441-77532-3.
- Demons!, luglio 1987, ISBN 978-0-441-14264-4.
- Dogtales!, settembre 1988, ISBN 978-0-441-15760-0.
- Seaserpents!, dicembre 1989, ISBN 978-0-441-75682-7.
- Dinosaurs!, giugno 1990, ISBN 978-0-441-14883-7.
- Little People!, marzo 1991, ISBN 978-0-441-50391-9.
- Magicats II, dicembre 1991, ISBN 978-0-441-51533-2.
- Unicorns II, novembre 1992, ISBN 978-0-441-84564-4.
- Dragons!, agosto 1993, ISBN 978-0-441-16631-2.
- Invaders!, dicembre 1993, ISBN 978-0-441-01519-1.
- Horses!, maggio 1994, ISBN 978-0-441-00057-9.
- Angels!, giugno 1995, ISBN 978-0-441-00220-7.
- Dinosaurs II, dicembre 1995, ISBN 978-0-441-00285-6.
- Hackers, ottobre 1996, ISBN 978-0-441-00375-4.
- Timegates, marzo 1997, ISBN 978-0-441-00428-7.
- Clones, April 1998, ISBN 978-0-441-00522-2.
- Immortals, luglio 1998, ISBN 978-0-441-00539-0.
- Nanotech, dicembre 1998, ISBN 978-0-441-00585-7.
- Future War, agosto 1999, ISBN 978-0-441-00639-7.
- Armageddons, novembre 1999, ISBN 978-0-441-00675-5.
- Aliens Among Us, giugno 2000, ISBN 978-0-441-00704-2.
- Genometry, gennaio 2001, ISBN 978-0-441-00797-4.
- Space Soldiers, April 2001, ISBN 978-0-441-00824-7.
- Future Sports, giugno 2002, ISBN 978-0-441-00961-9.
- Beyond Flesh, dicembre 2002, ISBN 978-0-441-00999-2.
- Future Crimes, dicembre 2003, ISBN 978-0-441-01118-6.
- A.I.s, dicembre 2004, ISBN 978-0-441-01216-9.
- Robots, agosto 2005, ISBN 978-0-441-01321-0.
- Beyond Singularity, dicembre 2005, ISBN 978-0-441-01363-0.
- Escape from Earth, agosto 2006, Science Fiction Book Club, ISBN 978-1-58288-225-3.
- Futures Past, novembre 2006, ISBN 978-0-441-01454-5.
- Dangerous Games, April 2007, ISBN 978-0-441-01490-3.
- Wizards, maggio 2007, ISBN 978-1-101-20874-8.
- The Dragon Book, novembre 2009, ISBN 978-1-101-15126-6.

### Serie "Isaac Asimov"
- Transcendental Tales from Isaac Asimov's Science Fiction Magazine, 1989, ISBN 978-0-89865-762-3.
- Time Travelers from Isaac Asimov's Science Fiction Magazine, 1989, ISBN 978-0-441-80935-6.
- Isaac Asimov's Robots, 1991, ISBN 978-0-441-37376-5. (curato assieme a Sheila Williams)
- Isaac Asimov's Aliens, 1991, ISBN 978-0-441-01672-3.
- Isaac Asimov's Mars, 1991, ISBN 978-0-441-37375-8.
- Isaac Asimov's Earth, 1992, ISBN 978-0-441-37377-2. (curato assieme a Sheila Williams)
- Isaac Asimov's War, 1993, ISBN 978-0-441-37393-2.
- Isaac Asimov's SF Lite, 1993, ISBN 978-0-441-37389-5.
- Isaac Asimov's Cyberdreams, 1994, ASIN B000HWNC5Q)
- Isaac Asimov's Skin Deep, 1995, ISBN 978-0-441-00190-3. (curato assieme a Sheila Williams)
- Isaac Asimov's Ghosts, 1995, ISBN 978-0-441-00254-2. (curato assieme a Sheila Williams)
- Isaac Asimov's Vampires, 1996, ISBN 978-0-441-00387-7. (curato assieme a Sheila Williams)
- Isaac Asimov's Moons, 1997, ISBN 978-0-441-00453-9. (curato assieme a Sheila Williams)
- Isaac Asimov's Christmas, 1997, ISBN 978-0-441-00491-1. (curato assieme a Sheila Williams)
- Isaac Asimov's Detectives, 1998, ISBN 978-0-441-00545-1. (curato assieme a Sheila Williams)
- Isaac Asimov's Camelot, 1998, ISBN 978-0-441-00527-7. (curato assieme a Sheila Williams)
- Isaac Asimov's Solar System, 1999, ISBN 978-0-441-00698-4. (curato assieme a Sheila Williams)
- Isaac Asimov's Werewolves, 1999, ISBN 978-0-441-00661-8. (curato assieme a Sheila Williams)
- Isaac Asimov's Valentines, 1999, ISBN 978-0-441-00602-1. (curato assieme a Sheila Williams)
- Isaac Asimov's Halloween, 1999, ISBN 978-0-441-00854-4. (curato assieme a Sheila Williams)
- Isaac Asimov's Utopias, 2000, ISBN 978-0-441-00784-4. (curato assieme a Sheila Williams)
- Isaac Asimov's Mother's Day, 2000, ISBN 978-0-441-00721-9. (curato assieme a Sheila Williams)
- Isaac Asimov's Father's Day, 2001, ISBN 978-0-441-00874-2. (curato assieme a Sheila Williams)

### SerieThe Year's Best Science Fiction
- The Year's Best Science Fiction: First Annual Collection, 1984.
- The Year's Best Science Fiction: Second Annual Collection, 1985.
- The Year's Best Science Fiction: Third Annual Collection, 1986.
- The Year's Best Science Fiction: Fourth Annual Collection, 1987.
- The Year's Best Science Fiction: Fifth Annual Collection, 1988.
- The Year's Best Science Fiction: Sixth Annual Collection, 1989.
- The Year's Best Science Fiction: Seventh Annual Collection, 1990.
- The Year's Best Science Fiction: Eighth Annual Collection, 1991.
- The Year's Best Science Fiction: Ninth Annual Collection, 1992.
- The Year's Best Science Fiction: Tenth Annual Collection, 1993.
- The Year's Best Science Fiction: Eleventh Annual Collection, 1994.
- The Year's Best Science Fiction: Twelfth Annual Collection, 1995.
- The Year's Best Science Fiction: Thirteenth Annual Collection, 1996.
- The Year's Best Science Fiction: Fourteenth Annual Collection, 1997.
- The Year's Best Science Fiction: Fifteenth Annual Collection, 1998.
- The Year's Best Science Fiction: Sixteenth Annual Collection, 1999.
- The Year's Best Science Fiction: Seventeenth Annual Collection, 2000.
- The Year's Best Science Fiction: Eighteenth Annual Collection, 2001.
- The Year's Best Science Fiction: Nineteenth Annual Collection, 2002.
- The Year's Best Science Fiction: Twentieth Annual Collection, 2003.
- The Year's Best Science Fiction: Twenty-First Annual Collection, 2004.
- The Year's Best Science Fiction: Twenty-Second Annual Collection, 2005.
- The Year's Best Science Fiction: Twenty-Third Annual Collection, 2006.
- The Year's Best Science Fiction: Twenty-Fourth Annual Collection, 2007.
- The Year's Best Science Fiction: Twenty-Fifth Annual Collection, 2008.
- The Year's Best Science Fiction: Twenty-Sixth Annual Collection, 2009.
- The Year's Best Science Fiction: Twenty-Seventh Annual Collection, 2010.
- The Year's Best Science Fiction: Twenty-Eighth Annual Collection, 2011.
- The Year's Best Science Fiction: Twenty-Ninth Annual Collection, 2012.
- The Year's Best Science Fiction: Thirtieth Annual Collection, 2013.
- The Year's Best Science Fiction: Thirty-First Annual Collection, 2014.
- The Year's Best Science Fiction: Thirty-Second Annual Collection, 2015.
- The Year's Best Science Fiction: Thirty-Third Annual Collection, 2016.
- The Year's Best Science Fiction: Thirty-Fourth Annual Collection, 2017.
- The Year's Best Science Fiction: Thirty-Fifth Annual Collection, 2018.
  - Best of the Best: 20 Years of the Year's Best Science Fiction, 2005. (antologia dalle precedenti edizioni di Year's Best Science Fiction).
  - Best of the Best Volume 2: 20 Years of the Year's Best Short Science Fiction Novels, 2007. (antologia dalle precedenti edizioni di Year's Best Science Fiction).

Dozois ha anche curato i volumi da sei a dieci della collana Best Science Fiction Stories of the Year dopo che Lester del Rey aveva curato i primi cinque volumi. Tale serie terminò nel 1981.